# Prosper Crabbe
Pour les articles homonymes, voir Crabbe.
Jacques Emmanuel Prosper Crabbe, né le 3 mars 1827 à Bruxelles et mort le 17 juillet 1889 à Uccle, est un financier et un sénateur belge.

## Biographie

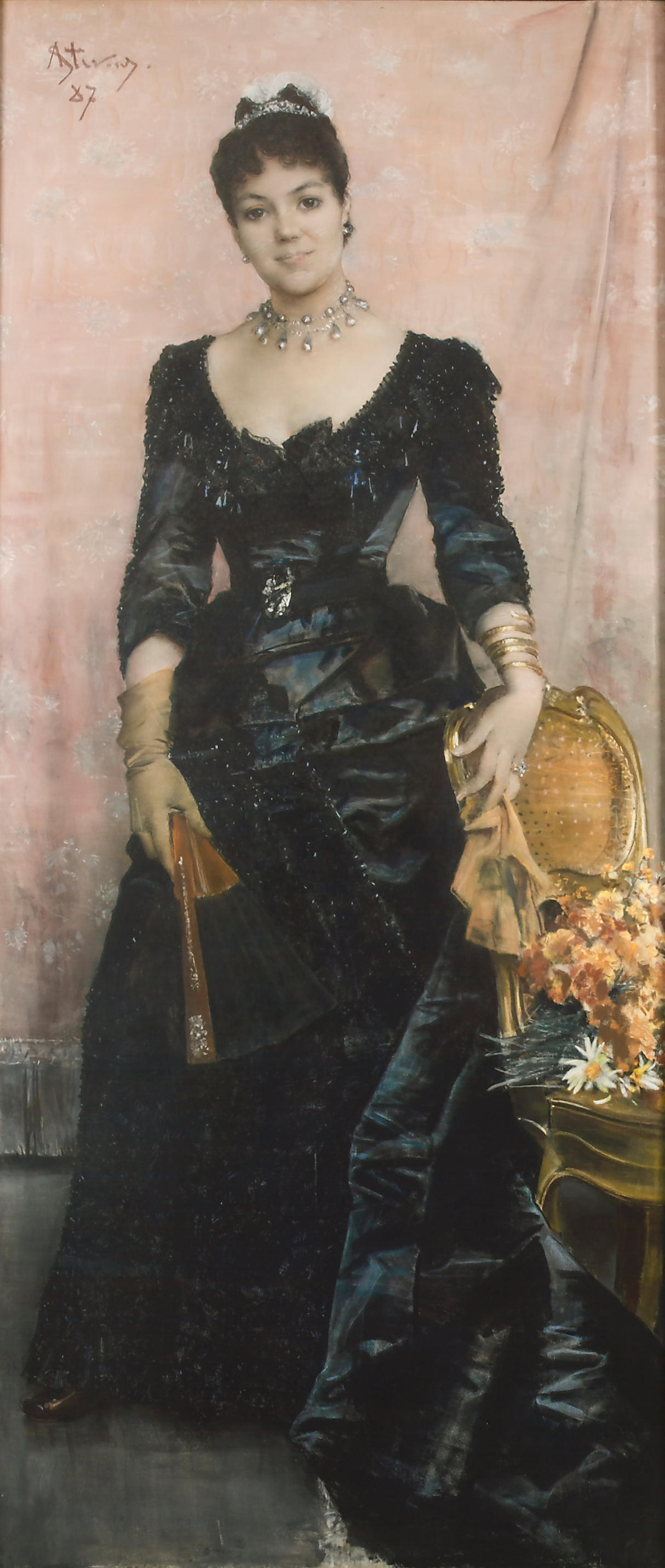
Alfred Stevens, Portrait de Clémence Allard, épouse de Prosper Crabbe, baronne du Mesnil de Saint-Front en secondes noces.

Prosper Crabbe est le fils d'Emmanuel Crabbe (Bruxelles 1791 - Saint-Josse-ten-Noode 1868), boucher puis hôtelier du Bélier d'Or sis au n° 5 du Marché-aux-Poulets, et de sa seconde épouse Anne Taymans (Bruxelles 1806 - Bruxelles 1857). Il épouse en 1859 à Bruxelles Clémence Allard, fille de Philippe Joseph Allard qui était le directeur de la Monnaie royale de Belgique. Par ce mariage, il devient le beau-frère d'Alphonse Allard, banquier et directeur de la Monnaie de Belgique, et de Victor Allard, banquier, sénateur et vice-gouverneur de la Banque Nationale de Belgique.
Le couple a un fils et deux filles, dont descendance à ce jour. Par les mariages de leurs filles, Prosper Crabbe et son épouse sont les beaux-parents de Lucien Nothomb (1856-1919), le fils d'Alphonse Nothomb, et d'Armand Bernardini, journaliste français.
Après la mort de Prosper Crabbe, sa veuve Clémence épouse en 1895 le baron Léon du Mesnil de Saint-Front (sans descendance).

## Carrière
Prosper Crabbe obtient un diplôme de candidat à la Faculté de Philosophie et Lettres de l’Université libre de Bruxelles (1845-1847). Il devient agent de change à la Bourse de Bruxelles et conseiller financier pour André Langrand-Dumonceau.
Il collabore aussi comme journaliste financier pour le Journal de Bruxelles, L’Indépendance belge et L'Étoile belge. Il travaille également pour l’hebdomadaire bruxellois Le Messager du dimanche.
En 1871, l’architecte Wynand Janssens dessine pour lui un imposant hôtel de maître, à Bruxelles, au 103 de l’avenue Louise.
En 1884, il est désigné comme sénateur libéral pour l’arrondissement de Arlon-Virton. Il exerce ce mandat jusqu’à sa mort.
Il siège par ailleurs au conseil d’administration de nombreuses sociétés, souvent dans le sillage de André Langrand-Dumonceau ; parmi lesquelles :
- Compagnie du chemin de fer Hainaut et Flandres,
- Société de construction de chemin de fer,
- Banque française et italienne,
- Banque de Belgique,
- Papeteries de Zaventem,
- Tramways de Francfort-sur-le-Main,
- Crédit général de Belgique,
- Assurances belges (président-fondateur)

## Amateur d’art
Prosper Crabbe rassemble une collection considérable d’artistes anciens et modernes. Le 12 juin 1890, après sa mort, la collection est mise aux enchères à Paris par le galeriste Charles Sedelmeyer. Son importance justifie la publication d’un catalogue en français et en anglais, pour les collectionneurs américains. La plupart des pièces ont été incorporées dans les collections de grands musées.
Parmi les signatures de maîtres anciens, on retrouve les noms de Rembrandt van Rijn, Pierre Paul Rubens, François Boucher, Francesco Guardi, Frans Hals, Jean-Marc Nattier, Adriaen van Ostade, Jacob van Ruisdael et David Teniers.
Les artistes contemporains sont représentés par Jean-Baptiste Camille Corot, Eugène Delacroix, Théodore Géricault, Ernest Meissonnier, Jean-François Millet, et les Belges Henri Leys, Alfred Stevens et Eugène Verboeckhoven.

## Tableaux de la Vente Sedelmeyer, 1890

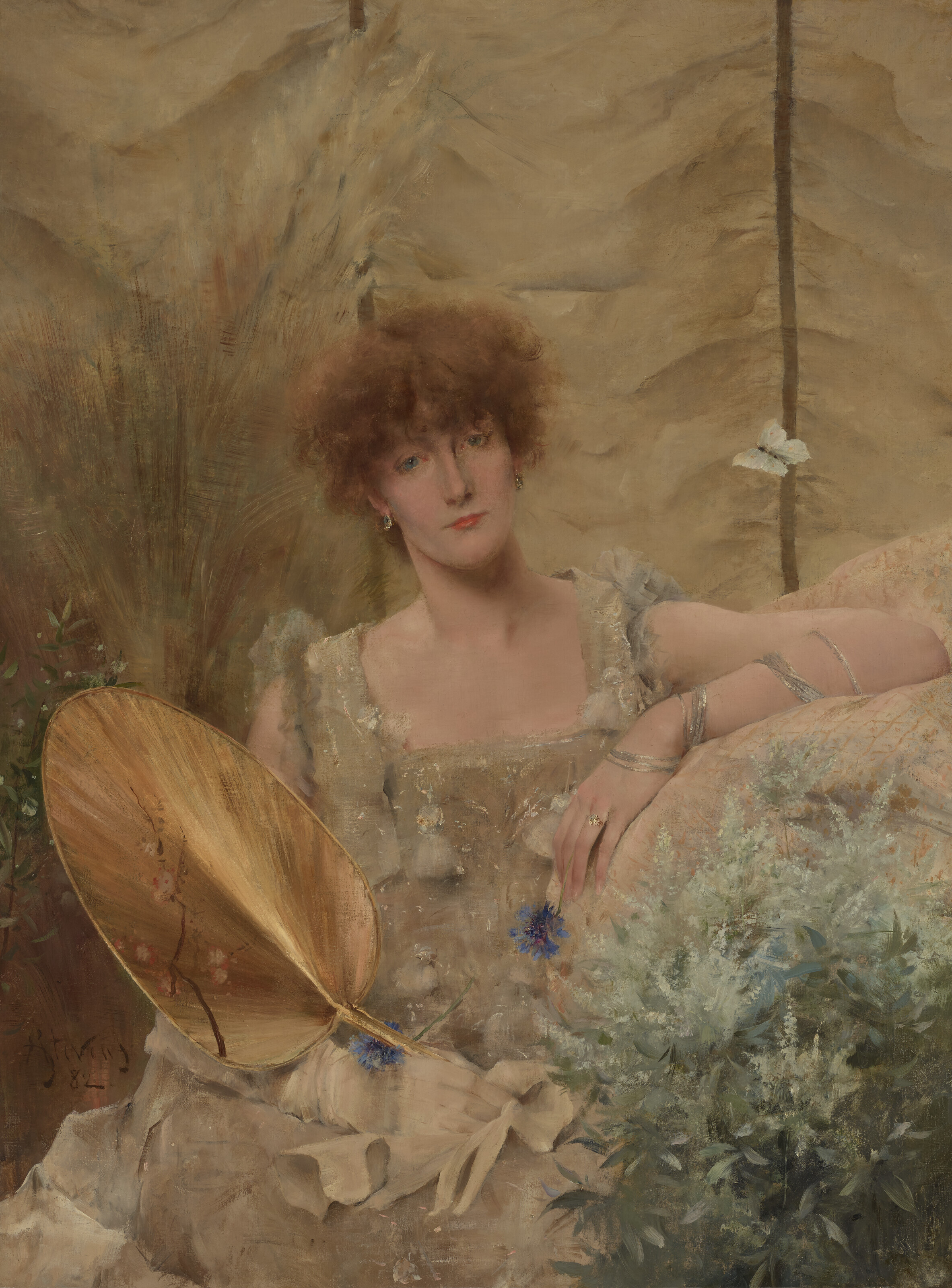
Alfred Stevens, Fedora (Portrait de Sarah Bernhardt), 1882
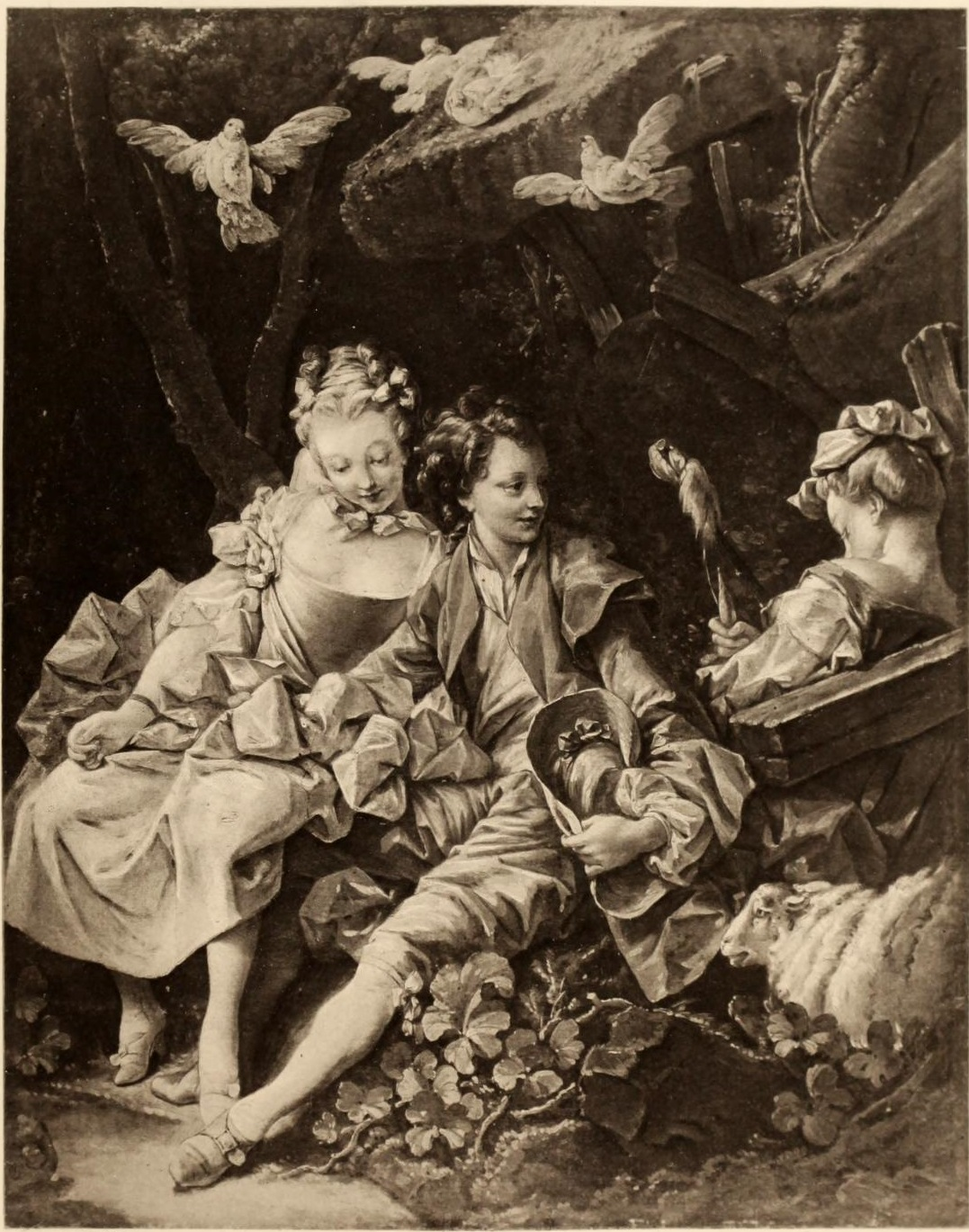
François Boucher, Pastorale, vers 1750
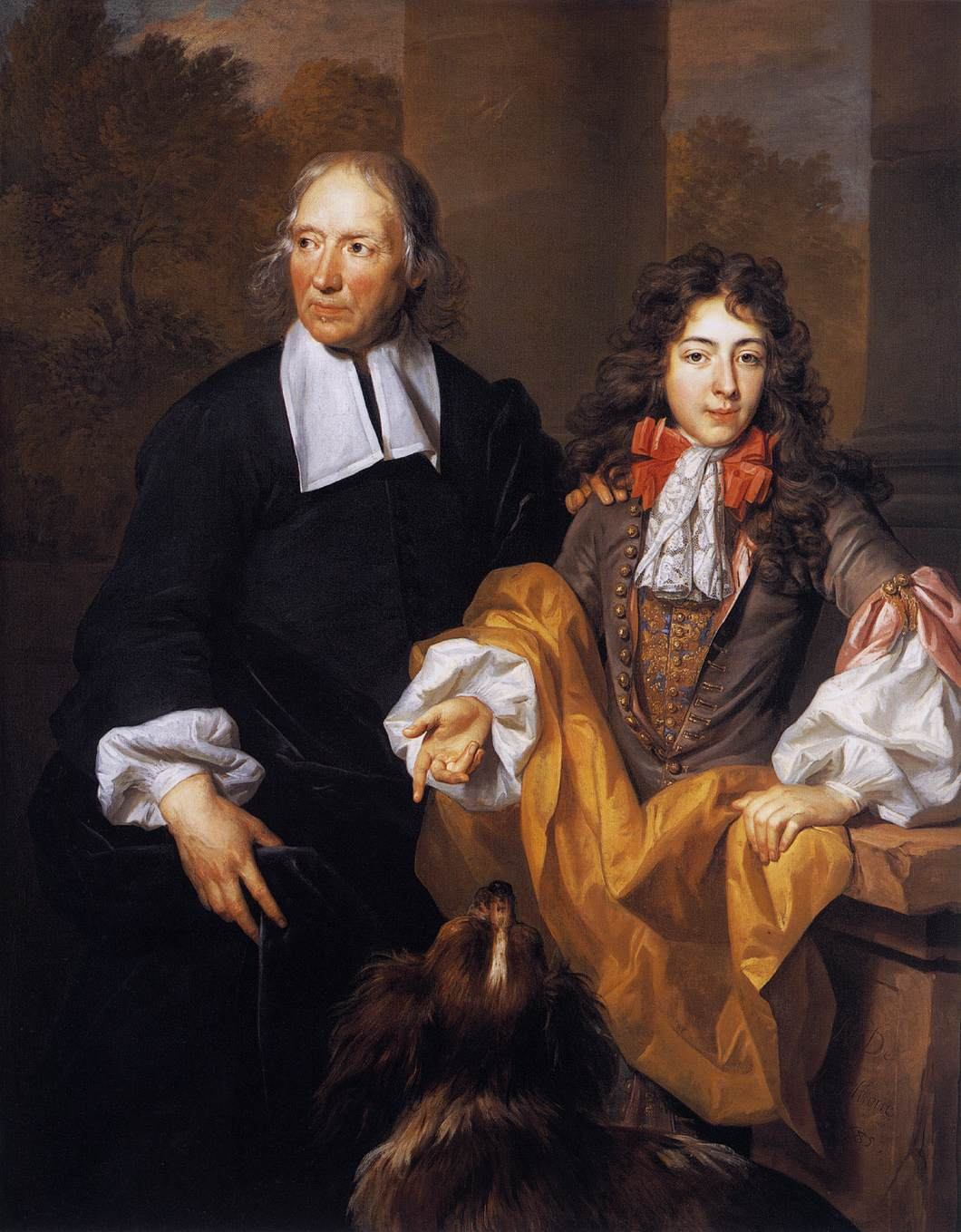
Nicolas de Largillière, Bossuet et le Grand Dauphin de France, 1685, Washington, National Gallery of Art
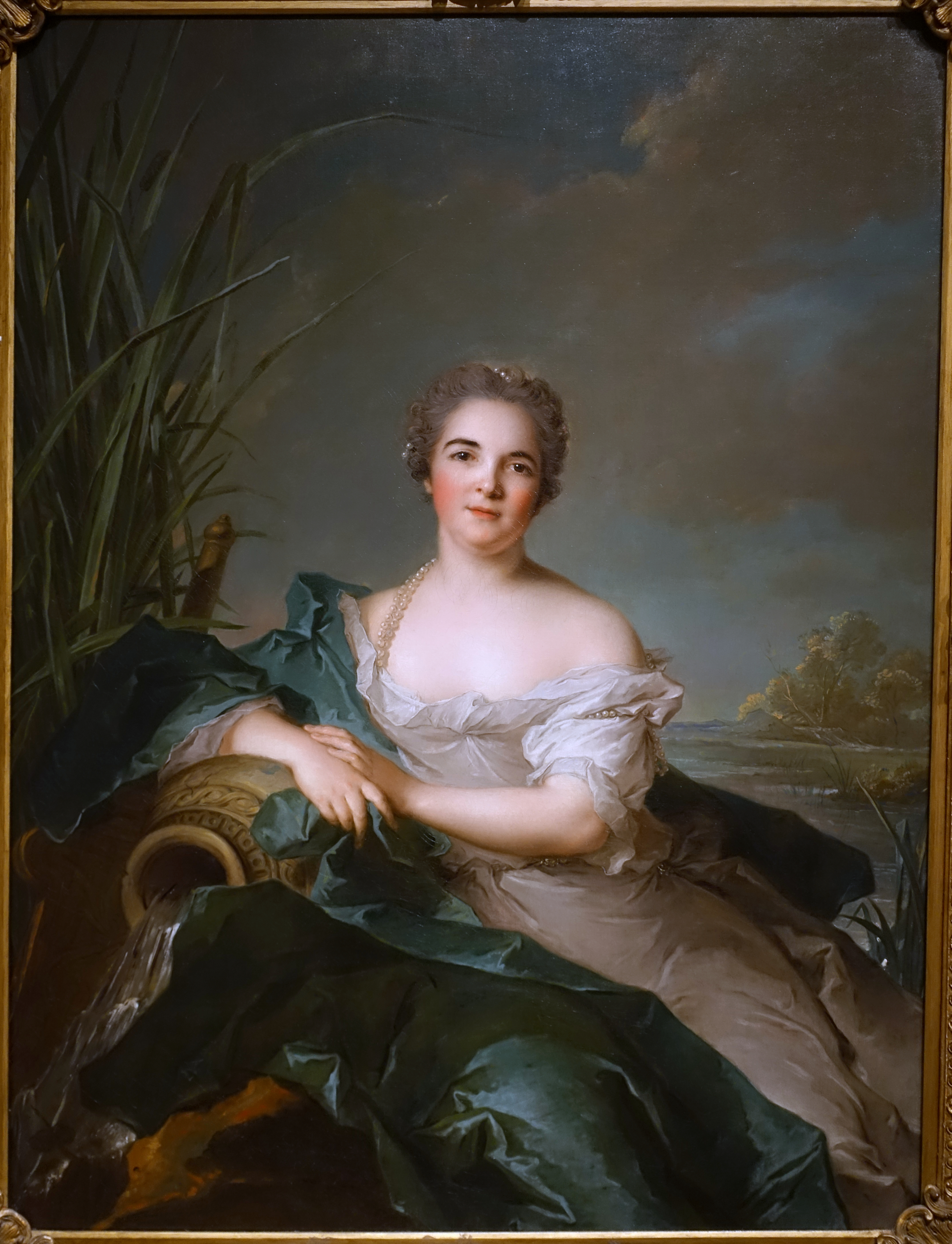
Jean-Marc Nattier, Portrait de Madame de Flesselles, 1747, Princeton University Art Museum
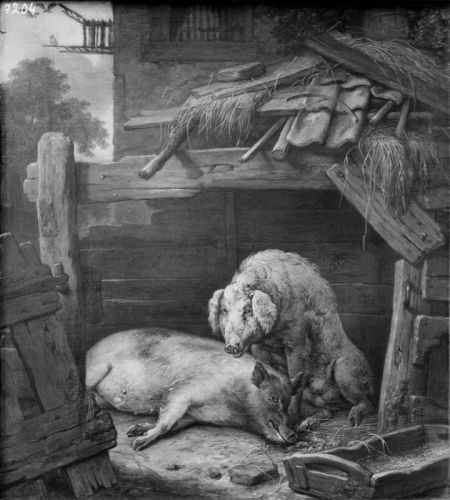
Paulus Potter, Les Pourceaux, 1647, Bruxelles, Musées royaux des beaux-arts de Belgique
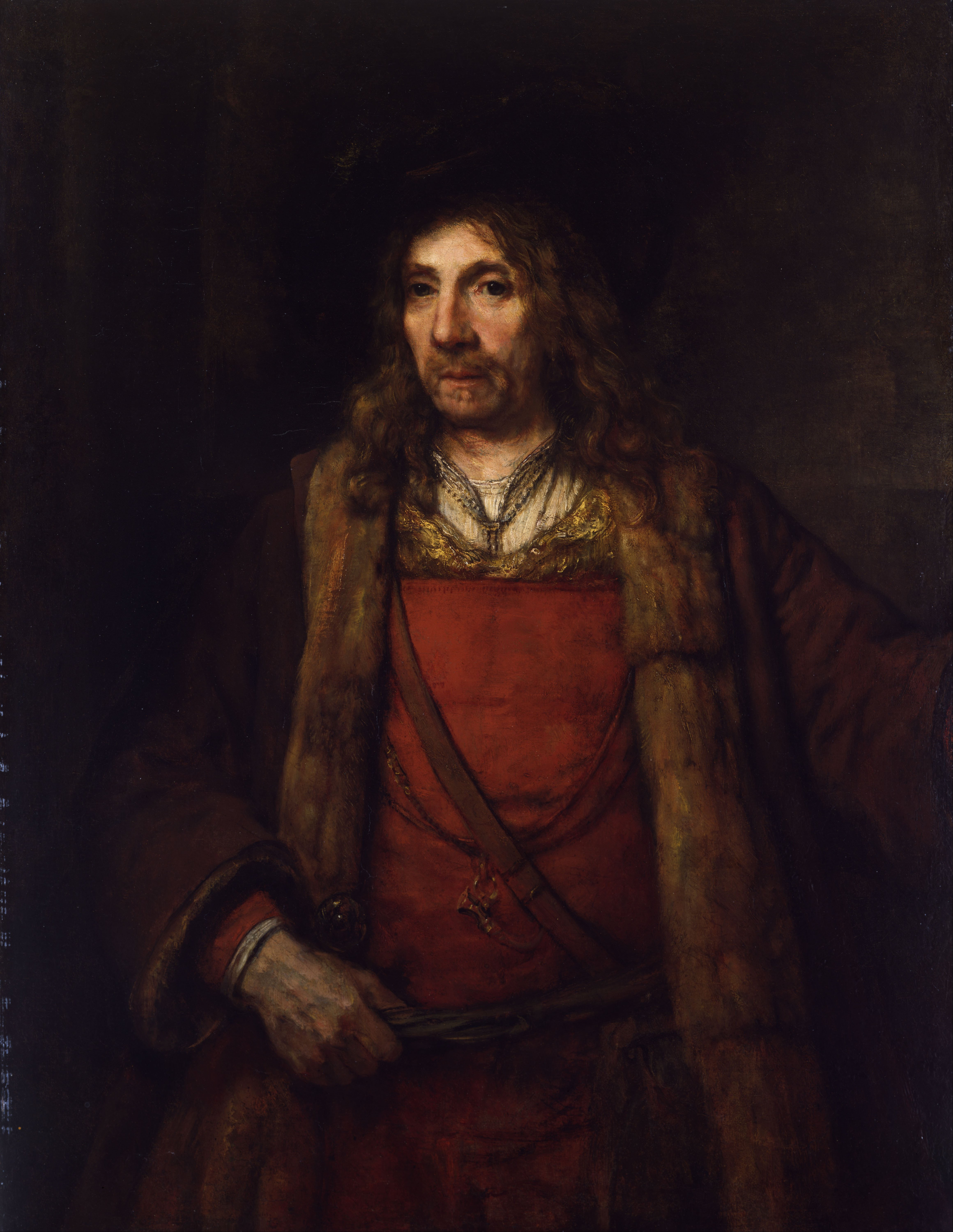
Rembrandt, Portrait d’un amiral, vers 1660, Musée d’Art de Toledo (Ohio)
Pierre Paul Rubens (attribué à Jan van den Hoecke), La Sainte Famille, Stockholm, Nationalmuseum[9]
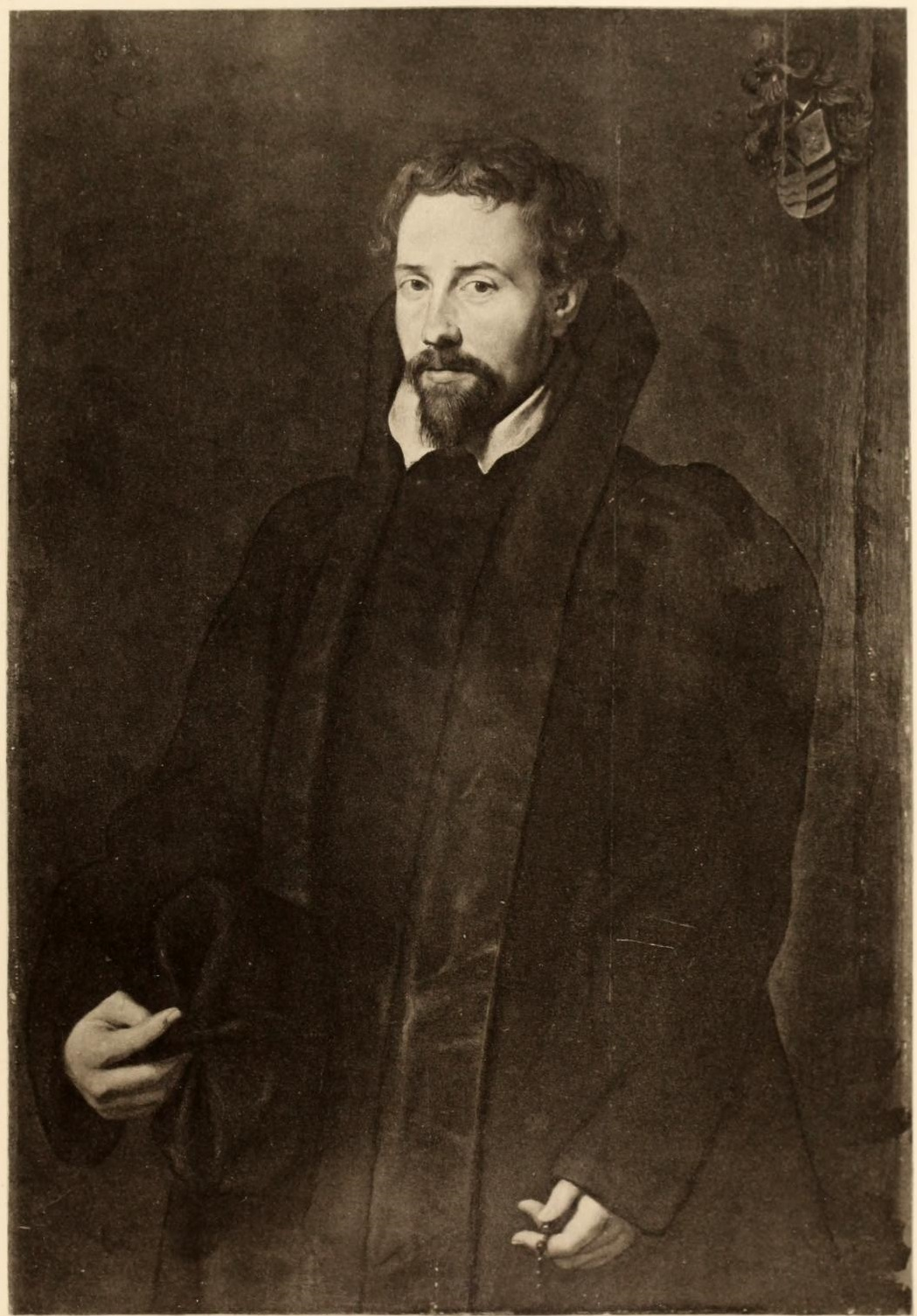
Pierre Paul Rubens, Portrait d’un Recteur de l’Université de Louvain, 1640
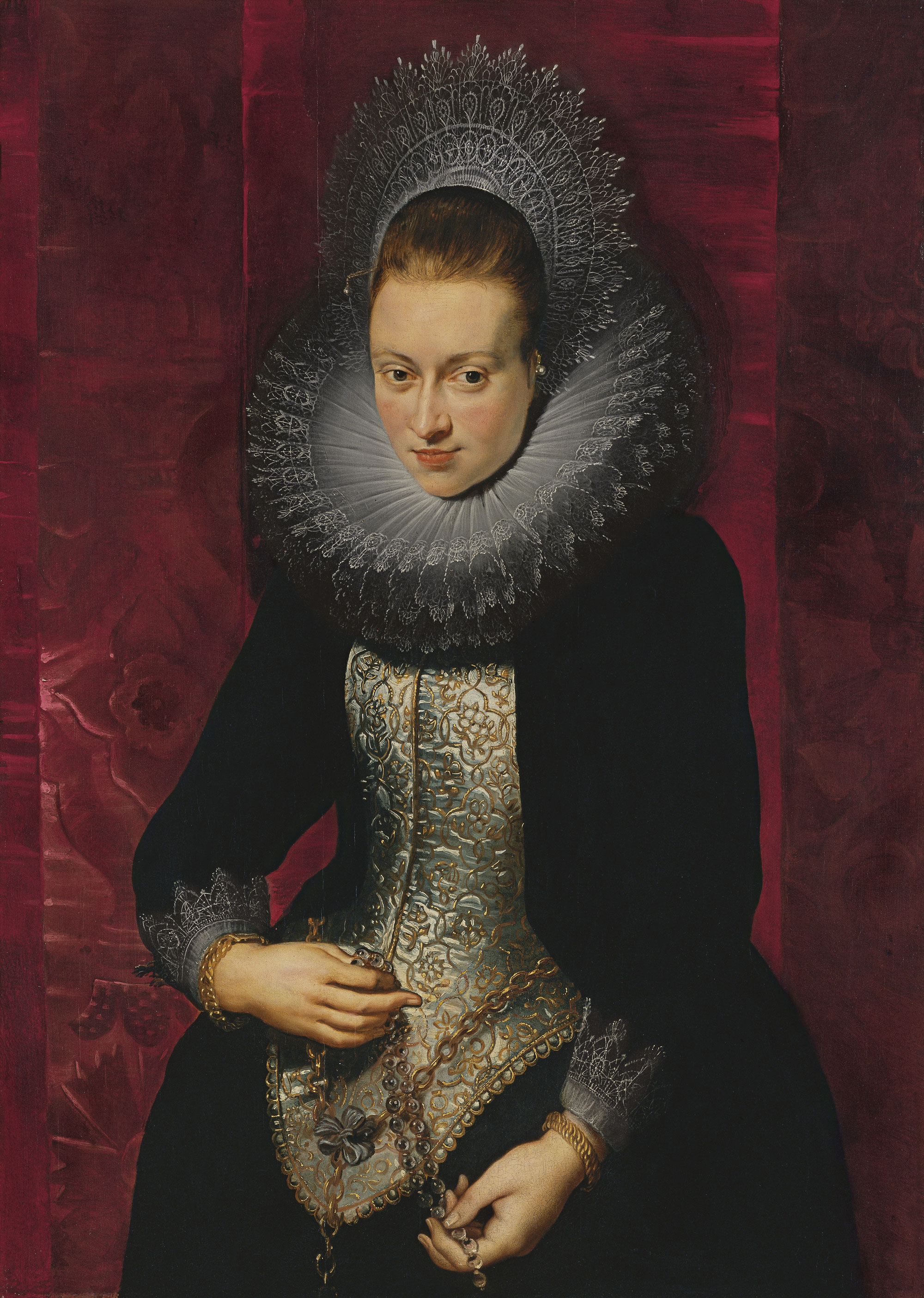
Pierre Paul Rubens, Portrait de Dame Van Parijs, vers 1609, Madrid, Musée Thyssen-Bornemisza
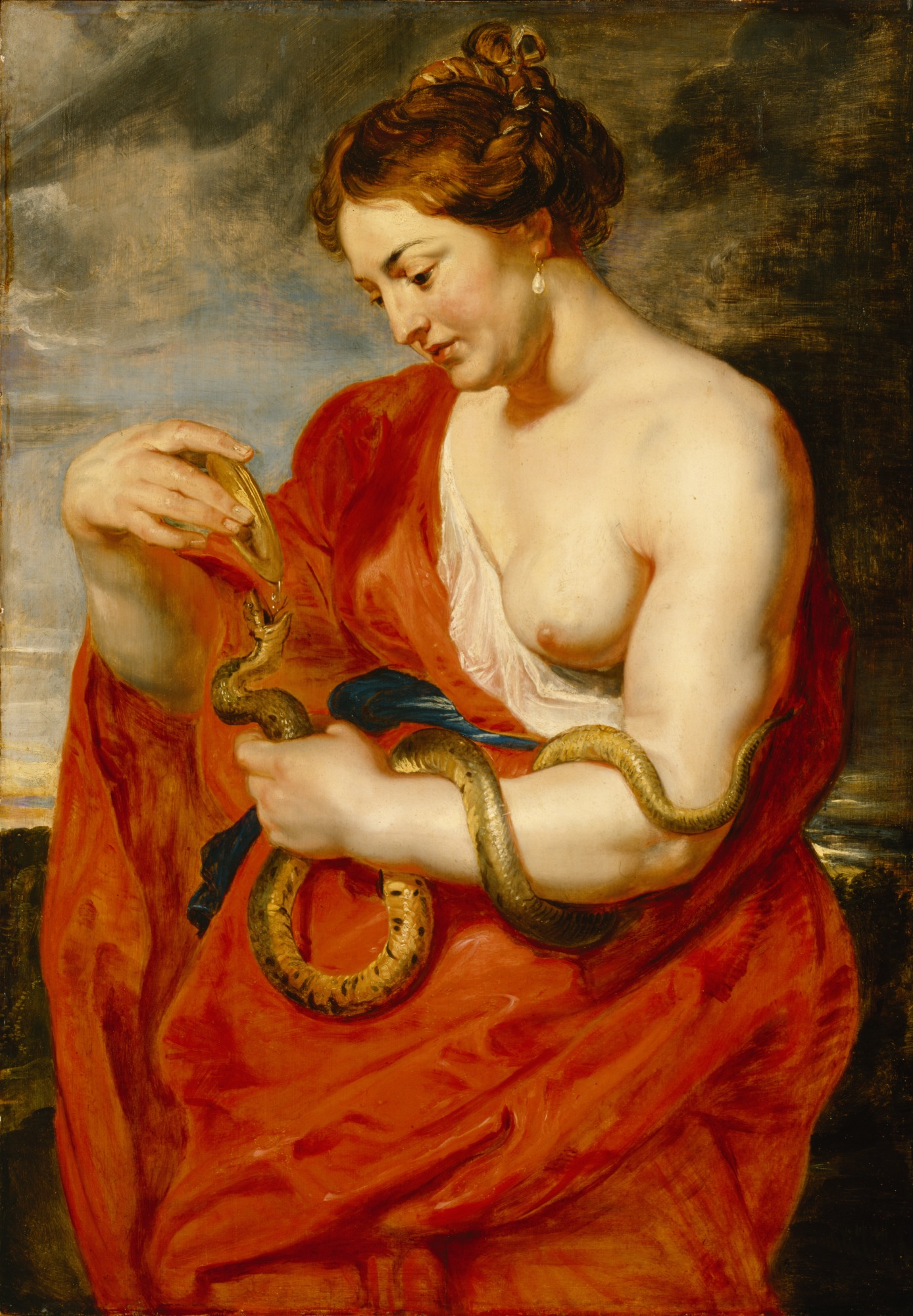
Pierre Paul Rubens, Hygeia, 1615, Detroit Institute of Arts
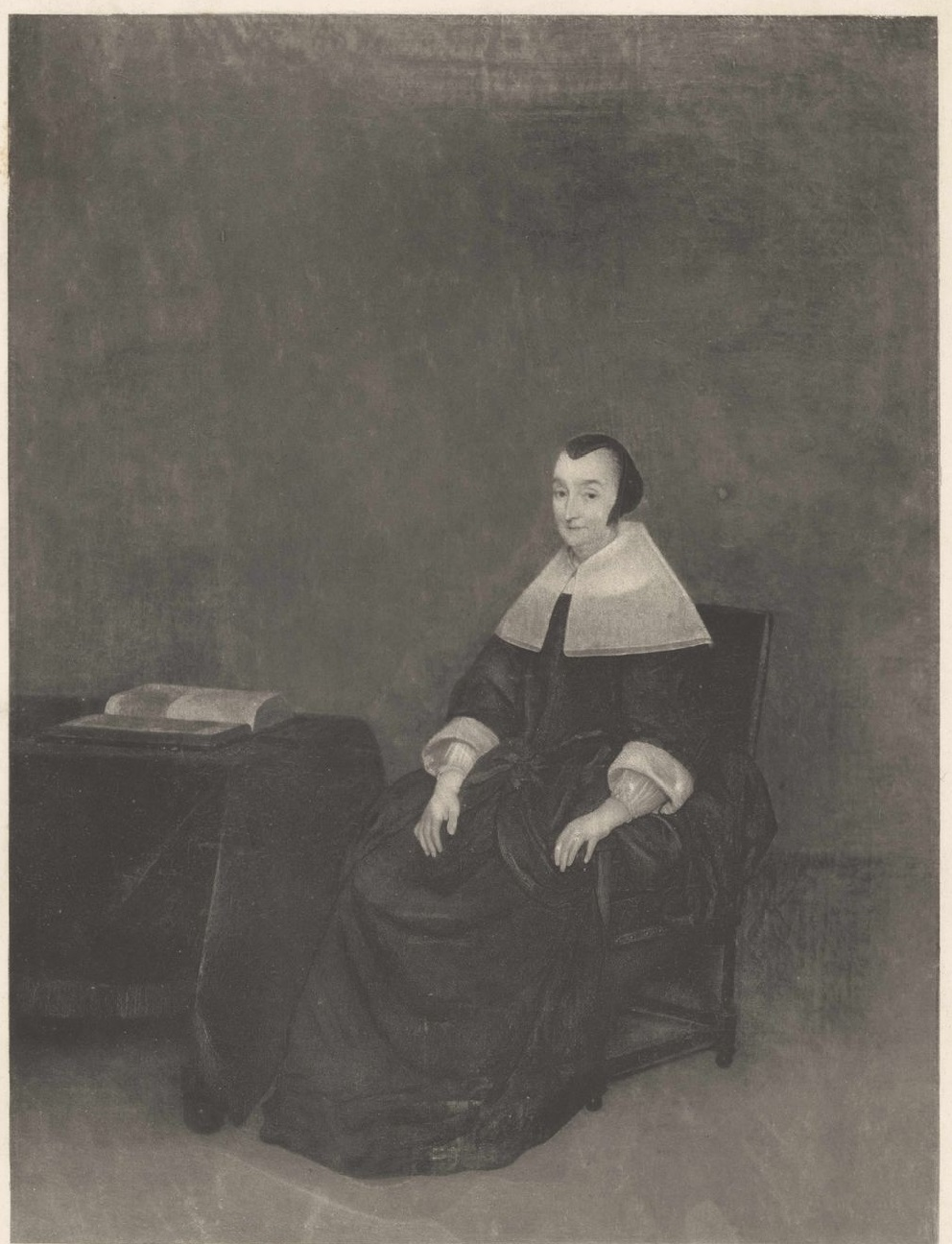
Gerard ter Borch, Portrait d’une dame hollandaise, vers 1660, collection particulière